# 460-as busz
A 460-as jelzésű autóbusz a Pest vármegyei Aszód és a Nógrád vármegyei Balassagyarmat között közlekedik, munkanapokon reggelente. A járatot a MÁV Személyszállítási Zrt. üzemelteti.
A teljes Aszód–Balassagyarmat távot csupán egy járat teszi meg, ami a menetrendben két részben van feltüntetve: 1-es járatszámmal Aszód és Püspökhatvan között, 3-as járatszámmal Püspökhatvan és Balassagyarmat között. A Balassagyarmatról induló buszok csak Püspökhatvanig mennek, ahonnan a 394-es busz vonalán halad tovább Csomádra.

## Története
A vonal a 2009. évi menetrendváltással indult meg, amikor a gazdaságosság indokával 2009. december 13-án a Volánbusz átvette a MÁV-Starttól a Aszód–Balassagyarmat–Ipolytarnóc-vasútvonal egy kora hajnali járatpárának üzemeltetését.
2017. október 15-én a Volánbusz új vonalszámokat vezetett be Gödöllő térségében, az autóbuszvonal ekkor kapta meg a 460-as jelzést.

## Megállóhelyei
| 1  | Aszód, vasútállomás végállomás              | 342, 347, 402, 410, 422, 424, 426, 428, 430, 438, 457, 458, 459 S77 S80 S780 InterRégió, expresszvonat (Aszód)                                                                                                  |
| 2  | Aszód, vasútállomás bejárati út             | 342, 347, 402, 408, 409, 410, 412, 422, 424, 426, 428, 430, 432, 434, 436, 437, 438, 439, 457, 458, 459, 461 1052                                                                                               |
| 3  | Aszód, Kossuth Lajos utca 2.                | 342, 347, 402, 405, 407, 408, 409, 410, 412, 422, 424, 426, 428, 430, 432, 434, 435, 436, 437, 438, 439, 457, 458, 459, 461, 1040 , 1052                                                                        |
| 4  | Aszód, Széchenyi utca 32.                   | 342, 347, 457, 458, 459, 461 |
| 5  | Iklad, Rákóczi utca                         | 342, 347, 457, 458, 459, 461 |
| 6  | Iklad, művelődési otthon                    | 342, 347, 457, 458, 459, 461 S780 (Iklad-Domony) |
| 7  | Iklad, takarékszövetkezet                   | 342, 347, 457, 459, 461 |
| 8  | Iklad-Domony felső vasúti megállóhely       | 342, 347, 457, 459, 461 S780 (Iklad-Domony felső) |
| 10 | Galgamácsa, Újtelep                         | 318, 342, 347, 453 |
| 9  | Galgamácsa, művelődési ház                  | 316, 318, 319, 342, 347, 394, 453 |
| 11 | Galgamácsa, gyógyszertár                    | 316, 318, 342, 347, 394, 453 |
| 12 | Galgagyörk, Dózsa György utca 1.            | 316, 338, 394 |
| 13 | Galgagyörk, Falujáró utca 40.               | 316, 338, 394 |
| 14 | Püspökhatvan, községháza                    | 316, 338, 394 |
| 15 | Püspökhatvan, szeszfőzde végállomás         | 316, 338, 394 |
| 16 | Acsa, vasúti átjáró                         | 316, 338 |
| 17 | Acsa-Erdőkürt vasútállomás                  | 316, 338 S780 (Acsa-Erdőkürt) |
| 18 | Galgaguta, emlékpark                        | 316, 335, 337 |
| 19 | Galgaguta, Bereceli elágazás                | 316, 3258, 3321, 3326 1306 |
| 20 | Galgaguta, Felvég                           | 316, 3258, 3321, 3326 1306 |
| 21 | Nógrádkövesd, iskola                        | 316, 3258, 3259, 3321, 3326, 3327 1306 |
| 22 | Nógrádkövesd, vasútállomás                  | 316, 3258, 3259, 3326, 3327 1306 S780 (Nógrádkövesd) |
| 23 | Nógrádkövesd, vízmű                         | 3258, 3259, 3327 1306 |
| 24 | Becske, vasúti megállóhely bejárati út      | 316, 3258, 3327 1306 S780 (Becske alsó) |
| 25 | Becske, posta                               | 316, 3216, 3258, 3321, 3326, 3327 1306 |
| 26 | Magyarnándor, földműves szövetkezet         | 3216, 3318, 3320, 3321, 3325, 3326, 3329, 3332 1306 |
| 27 | Magyarnándor, Mohorai út 16.                | 3216, 3318, 3320, 3321, 3325, 3326, 3329 1306 |
| 28 | Mohora, Rákóczi út                          | 3216, 3318, 3320, 3321, 3325, 3326, 3329 1306 |
| 29 | Mohora, cserháthalápi útelágazás            | 3216, 3315, 3318, 3320, 3321, 3325, 3326, 3329 1306, 1308 |
| 30 | Szügy, Madách utca                          | 3216, 3315, 3318, 3320, 3321, 3325, 3326, 3329 1306, 1308 |
| 31 | Szügy, nógrádmarcali elágazás               | 3216, 3312, 3313, 3315, 3318, 3320, 3321, 3325, 3326, 3329 1306, 1308 |
| 32 | Szügy, Ipari Park                           | 3216, 3312, 3315, 3318, 3320, 3321, 3325, 3326, 3329 1306, 1308 |
| 33 | Balassagyarmat, MAHLE                       | 6A, 8A 3081, 3216, 3312, 3315, 3318, 3320, 3321, 3325, 3326, 3329 1306, 1308 |
| 34 | Balassagyarmat, VOLÁN telep                 | 6A, 8A 3081, 3216, 3312, 3315, 3318, 3320, 3321, 3325, 3326, 3329 1306, 1308 |
| 35 | Balassagyarmat, nyírjesi elágazás           | 3081, 3216, 3312, 3315, 3318, 3320, 3321, 3325, 3326, 3329 1306, 1308 |
| 36 | Balassagyarmat, vasútállomás bejárati út    | 2C 3081, 3216, 3308, 3312, 3314, 3315, 3318, 3320, 3321, 3325, 3326, 3329 1306, 1308 (Balassagyarmat) |
| 37 | Balassagyarmat, autóbusz-állomás végállomás | 2C, 6A, 8, 8A 360, 361, 3080, 3081, 3084, 3305, 3308, 3312, 3313, 3314, 3315, 3318, 3320, 3321, 3322, 3323, 3325, 3326, 3329, 3332, 3336, 3340, 3342, 3343, 3344, 3345, 3346 1010, 1011, 1012, 1013, 1306, 1308 |